# Ischnopteris chlorosata
Ischnopteris chlorosata är en fjärilsart som beskrevs av Jacob Hübner 1825. Ischnopteris chlorosata ingår i släktet Ischnopteris och familjen mätare. Inga underarter finns listade i Catalogue of Life.